# Lavina
Lavina és una població dels Estats Units a l'estat de Montana. Segons el cens del 2000 tenia 209 habitants.

## Demografia
Segons el cens del 2000, Lavina tenia 209 habitants, 85 habitatges, i 57 famílies. La densitat de població era de 79,9 habitants per km².
Dels 85 habitatges en un 29,4% hi vivien nens de menys de 18 anys, en un 57,6% hi vivien parelles casades, en un 5,9% dones solteres, i en un 32,9% no eren unitats familiars. En el 28,2% dels habitatges hi vivien persones soles l'11,8% de les quals corresponia a persones de 65 anys o més que vivien soles. El nombre mitjà de persones vivint en cada habitatge era de 2,46 i el nombre mitjà de persones que vivien en cada família era de 2,96.
Per edats la població es repartia de la següent manera: un 26,8% tenia menys de 18 anys, un 5,3% entre 18 i 24, un 23,4% entre 25 i 44, un 33% de 45 a 60 i un 11,5% 65 anys o més.
L'edat mediana era de 43 anys. Per cada 100 dones de 18 o més anys hi havia 96,2 homes.
La renda mediana per habitatge era de 24.643 $ i la renda mediana per família de 28.750 $. Els homes tenien una renda mediana de 36.250 $ mentre que les dones 23.750 $. La renda per capita de la població era de 12.475 $. Aproximadament el 17,6% de les famílies i el 20,4% de la població estaven per davall del llindar de pobresa.

## Poblacions més properes
El següent diagrama mostra les poblacions més properes.